# Имандра
Ѝмандра е езеро в Европейската част на Русия, Мурманска област.
С площ от 812 km² е най-голямото езеро в Мурманска област и 16-о по големина в Русия.

## Географска характеристика

### Географски показатели
Езерото Имандра е разположено в югозападната част на Колския полуостров, в южната част на Мурманска област, на 128 m н.в. То е най-долният водоем в речната система на река Нива, вливаща се в Бяло море и е част от каскада от водохранилища.
Котловината на езерото е с ледниково-тектонски произход. Имандра има форма на обърната с главата надолу буква „Г“ с дължина от север на югозапад 120 km и максимална ширина 14 km. Има силно изрязана брегова линия с множество заливи и полуострови. Бреговете му са най-разнообразни: скалисти, каменисти (най-разпространени), чакълести, пясъчни и блатисто-торфени. Цялото езеро чрез два протока се дели на три морфоложко обособени части: северна – Голяма (Хибинска) Имандра (328 km2); югоизточна – Екостровска Имандра (351 km2) и югозападна – Бабинска Имандра (133 km2). В езерото има над 140 острова, като най-голям е остров Ерм (26 km2), разположен в Бабинска Имандра.
До 1952 г. когато е изградена преградната стена река Нива, която изтича от южния ъгъл на Екостровска Имандра в близост до град Полярни Зори площта на езерото е била 812 km², а нивото на водата се намирало на 124,88 m н.в. След изграждането на преградната стена нивото на езерото се повишава до 128,38 m, площта става 876 km², обемът 11,2 km³, а залятата плащ 64 km².
Имандра е сравнително дълбоко езеро, като максималната му дълбочина е 67 m в Екостровска Имандра. Климатът в района е субполярен, като през януари температурите падат до -40 °C, а през лятото могат да достигнат до 25 °C, а годишното количество на валежите достига до 600 мм.

### Водосборен басейн
Водосборният басейн на Имандра е сравнително голям – 12 342 km2. В езерото се вливат множество реки, като най-големи от тях са: Белая, Голцовка, Куна, Печа, Куренга, Монче, Вите, Пиренга, Курка и др. Реките, вливащи се в езерото са два типа: планински и езерно-блатни. Планинските реки водят началото си от планината Хибини и се подхранват от топящите се снегове. Те са бурни, с прагове и водопади и се отличават с прозрачна и студена вода със синьозелен цвят. Езерно-блатните реки протичат по равнинни местности, образуват върволица от езерни разширения, редуващи се с бъзеи. Те имат по-постоянен годишен отток и по-висока температура, а цветът на водите им е кафеникав. От южния ъгъл на Екостровска Имандра, в близост да град Полярни Зари изтича река Нива, която при град Кандалакша се влива в Кандалакшкия залив на Бяло море.

### Хидроложки показатели
До изграждането на преградната стена на река Нива колебанието на езерното ниво и било от 0,95 до 1,09 m, а след това нараства до 2 – 2,05 m. След пускането в експлоатация на Колската АЕЦ, разположена на южния бряг на езерото колебанията на нивото не превишава 1,5 m. Най-високо ниво се наблюдава в края на юни, а най-ниско през април.
Имандра замръзва през ноември, а се размразява през май. След размразяването на езерото водата на повърхността (до 10 m дълбочина) му бързо се нагрява и през юли достига до 14 – 18 °C. В заливите температурата на водата е още по-висока, поради по-малката дълбочина и притока на топли речни води. Към края на октомври температурата на водата пада до 4 °C. В началото на ноември заливите на езерото се покриват с лед, а към средата на месеца замръзват и откритите части. През зимния период температурата на водата е от 0 °C на повърхността до 2,6 °C в придънните райони.
До изграждането на промишлените предприятия по брега на езерото и в неговия водосборен басейн минерализацията на водата е малка – до 20 –30 мгр/л, а след това значително нараства. В най-чистия участък – Бабинска Имандра тя е 45 мгр/л, а в най-замърсения – Голяма Имандра – 72 мгр/л. Прозрачността на водата намалява до 3 m в Голяма Имандра и до 6 m в Бабинска Имандра. 

## Стопанско значение и населени места
Наличието на находища на полезни изкопаеми и удобно разположените основни пътища способстват за развитието в басейна на езерото на голям промишлен комплекс. Основни отрасли са: рудодобивна и металургична промишленост. На 10 km северно от град Полярни Зори, на южния бряг на Екостровска Имандра от 1973 г. функционира Колската АЕЦ. По бреговете на езерото живеят около 300 хил. души и покрай него преминаваучастък от жп линията Петрозаводск – Мурманск и няколко шосета. Водите на езерото се замърсяват от отпадни битови води и от киселинните дъждове падащи над него. В езерото постъпват сулфати, хлориди, фосфор, нефтопродукти, никел, желязо, мед и други органични съединения. Най-голямо замърсяване е регистрирано в периода от 1970 до 1990 г.
По бреговете на езерото са разположени няколко десетки селища в т.ч. град Мончегорск. Той се намира на малкия залив Мончегуба в северозападната част на езерото (Голяма Имандр). Познат е като център на зимните спортове в региона. През лятото много жители на Мончегорск плават с лодки в езерото, а през зимата, когато водите му са замръзнали могат да карат ски. Други по-малки селища са селата: Имандра, Хибини, Африканда, Зашеек и др.

## Историческа справка
Независимо от значителните си размери и местоположение езерото Имандра се появява на географските карти чак през 1539 г. Първи научни изследвания му прави руският натуралист Иван Лепьохин през 1772 г. През 1840 г. руският географ Александър Мидендорф извършва първите геодезически измервания в района на езерото и изследва неговата флора и фауна. От 1887 до 1891 г. финландската експедиция възглавявана от геолога Вилхелм Рамсай извършва комплексни географски и геоложки изследвания в района на езерото, а топографът на експедицията Алфред Петрелиус детайлно саснема и картира цялото езеро и невата котловина. От 1924 г. в продължение на 10 години районът на езерото и самото езеро са изследвани от Мурманската биоложка станция. През 1960-те години експедицията на Държавния научноизследователски институт по езерно и рибно стопанство (ГосНИОРХ) провежда изследвания относно замърсяването на езерото., а от 1970-те години Колския научен център при Руската Академия на науките (РАН) провежда многокомпонентни изследвания по изменението на екоситемата на езерото Имандра.

## Топографски карти
- Лист от карта Q-36-I,II Ковдор. Мащаб: 1 : 200 000. Указать дату выпуска/состояния местности.
- Лист от карта Q-36-III,IV Апатиты. Мащаб: 1 : 200 000. Указать дату выпуска/состояния местности.
- Лист от карта R-36-XXXIII,XXXIV Оленегорск. Мащаб: 1 : 200 000.